# اچ‌ام‌اس آنداونتد (آر۵۳)
اچ‌ام‌اس آنداونتد (آر۵۳) (به انگلیسی: HMS Undaunted (R53)) یک کشتی بود. این کشتی در سال ۱۹۴۳ ساخته شد.